# Саарская марка
Марка Саара (нем. Saar-Mark, фр. mark sarrois) в 1947 году короткое время была валютой тогда автономного Саара в составе французской зоны оккупации, чей статус окончательно не был установлен союзниками (Франция добивалась присоединения области).

## История
Саар-марка в июне 1947 года заменила рейхсмарку по курсу 1:1. Монеты в рейхспфеннигах из обращения не изымались.
15 ноября 1947 года французское правительство было уполномочено ввести французскую валюту в Сааре для сближения экономики Саара с экономикой Франции. Так появился саарский франк, курс которого соответствовал французскому франку.
Марка Саара 15 января 1948 года прекратила хождение в качестве официальной валюты. Она по курсу 1:20 обменивалась на саарский франк.

## Банкноты
| Марка Саара | Марка Саара | Марка Саара        | Марка Саара  | Марка Саара   | Марка Саара               | Марка Саара                        | Марка Саара  | Марка Саара |
| Изображение | Изображение | Номинал (в марках) | Размеры (мм) | Основной цвет | Описание                  | Описание                           | Описание     | Дата печати |
| Аверс       | Реверс      | Номинал (в марках) | Размеры (мм) | Основной цвет | Аверс                     | Реверс                             | Водяной знак | Дата печати |
| ----------- | ----------- | ------------------ | ------------ | ------------- | ------------------------- | ---------------------------------- | ------------ | ----------- |
|             |             | 1                  |              |               | мужской портрет           | женский портрет                    | .            |             |
|             |             | 2                  |              |               | мужской портрет           | женский портрет                    | .            |             |
|             |             | 5                  |              |               | мужской портрет           | женский портрет                    | .            |             |
|             |             | 10                 |              |               | женский портрет с колосом | мужской портрет и лошадиная голова | .            |             |
|             |             | 50                 |              |               | женский портрет с колосом | мужской портрет и лошадиная голова | .            |             |
|             |             | 100                |              |               | женский портрет с колосом | мужской портрет и лошадиная голова | .            |             |

Монеты не выпускались.